# Cleidimar Magalhães Silva
Cleidimar Magalhães Silva, noto come Didi (Itabira, 10 settembre 1982), è un ex calciatore brasiliano, di ruolo attaccante.

## Carriera
In carriera ha giocato 2 partite in Champions League.

## Palmarès
- Campionato rumeno: 1

CFR Cluj: 2007-2008
- Coppa di Romania: 2

CFR Cluj: 2007-2008, 2008-2009
- Supercoppa di Romania:

CFR Cluj: 2009